# Sara Berbel Sánchez
Sara Berbel Sánchez   (Sabadell, 23 de febrer de 1963) és una psicòloga i escriptora catalana. Des de juny de 2019 és la gerenta municipal de l'Ajuntament de Barcelona. Doctora en Psicologia Social per la Universitat de Barcelona és especialista en polítiques d'igualtat, lideratge i empoderament de les dones a l'empresa i a la política, ha estat presidenta de l'Institut Català de les Dones (2006) i directora general d'Igualtat d'Oportunitats en el Treball de la Generalitat de Catalunya (2007-2011). De 2016 a 2019 fou directora general de Barcelona Activa. També exerceix el càrrec de presidenta de la Fundació Barcelona Formació Professional des de juliol de 2018.
Va estudiar Filosofia i Lletres (psicologia) a la Universitat Autònoma de Barcelona i es doctorà en Psicologia Social a la Universitat de Barcelona. De 1989 a 2002 va ser responsable de promoció econòmica, formació ocupacional, polítiques d'ocupació i igualtat d'oportunitats a Barcelona Activa, a més de consellera de Benestar Social del Districte de Nou Barris de Barcelona. Entre 2002 i 2004, va assumir el càrrec de Comissionada de l'Alcaldia de Barcelona per a les Polítiques d'Igualtat d'Oportunitats. En 2006 va presidir l'Institut Català de les Dones de la Generalitat de Catalunya i de 2007 a 2011 va ser Directora General d'Igualtat d'Oportunitats en el Treball de la Generalitat de Catalunya.
El seu interès professional s'ha concretat en investigacions i treballs sobre el desenvolupament de moviments socials i les estratègies per al canvi social, especialment dels grups de dones com agents actius. L'evolució de la ideologia feminista contemporània, la intervenció de les dones en la política i el disseny de models per a la igualtat social de diversos col·lectius han estat també desenvolupats en la seva pràctica acadèmica i laboral. Ha rebut el Premi Aspàsia en defensa de l'equitat de gènere el març de 2014, atorgat per la xarxa de Directives i Professionals de l'Acció Social (DDiPAS) i l'Observatori del Tercer Sector, per la seva llarga trajectòria en defensa de la igualtat de les dones.
Publica articles, conferències i alguns llibres sobre els temes descrits. Així mateix, ha impartit cursos de lideratge, xarxes socials, empoderament i pràctica política per a dones.

## Publicacions
- Berbel, Sara; Cárdenas, Maribel; Paleo, Natalia. Ideas que cambian el mundo. Una mirada desde la izquierda feminista (en castellà).  Madrid: Cátedra, 2013 (Feminismos). ISBN 9788437631660.
- Berbel, Sara. Directivas y empresarias. Mujeres rompiendo el techo de cristal (en castellà).  Barcelona: Aresta, 2013 (Mujeres). ISBN 9788493959784.
- Berbel, Sara. Sin cadenas: Nuevas formas de libertad en el siglo XXI (en castellà).  Madrid: Narcea, 2004 (Mujeres; 37). ISBN 978-84-277-1456-4.
- Berbel, Sara; Pi-Sunyer, Teresa. El cuerpo silenciado, una aproximación a la identidad femenina (en castellà).  Barcelona: Viena, 2001 (Viena Assaig). ISBN 978-84-8330-128-9.
- Alonso, Rafael i Berbel, Sara. "Procesos grupales e intergrupales." en "Psicología de los Grupos. Teoría y Aplicación." Ed. Síntesis. Madrid, 1997.